# XBAND
 (octobre 2019).
Si vous disposez d'ouvrages ou d'articles de référence ou si vous connaissez des sites web de qualité traitant du thème abordé ici, merci de compléter l'article en donnant les références utiles à sa vérifiabilité et en les liant à la section « Notes et références ».
XBAND (stylisé XB∀ND) était un réseau informatique destiné aux consoles de jeu Super Nintendo, Mega Drive. Conçu par Catapult Entertainment, une société de logiciels basée en Californie à Cupertino, il fait ses débuts dans diverses régions des États-Unis entre 1994 et 1995. Il est le précurseur des réseaux de jeu en ligne modernes que sont les PlayStation Network, Nintendo Wi-Fi Connection et Xbox Live.

## Historique

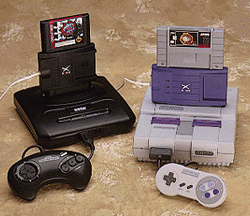
Mega Drive et Super Nintendo reliées au XBAND

Le concept du jeu en ligne est à l'époque relativement nouveau. Au commencement, Catapult Entertainment compte un effectif limité et ne recourt pratiquement pas à la publicité. Beaucoup de joueurs passionnés apprennent l’existence de XBAND par le biais de petits articles de presse publiés dans les magazines de jeux populaires et les guides de stratégie. 
En janvier 1996, le réseau du XBAND atteint quasiment chaque région métropolitaine et couvre plusieurs zones rurales des États-Unis, même s'il n'y a toujours qu'une poignée d'annonces publiées pour en faire sa promotion. Au sommet de son utilisation, le XBAND comptait 15 000 usagers environ.

## Disparition
Le 16 mars 1997, les utilisateurs ne peuvent désormais plus jouer qu'au sein de la zone correspondant à leur code postal. Le 30 avril 1997, l'ensemble du réseau est supprimé.

## Jeux compatibles avec XBAND

### Mega Drive
- Madden NFL '95
- Madden NFL '96
- Mortal Kombat
- Mortal Kombat II
- Mortal Kombat 3
- NBA Jam
- NBA Live 95
- NBA Live 96
- NHL '95
- NHL '96
- Primal Rage
- Super Street Fighter II
- Weaponlord

### Super Nintendo
- DOOM
- Ken Griffey Jr. Baseball
- Kirby's Avalanche
- Killer Instinct
- Madden NFL '95
- Madden NFL '96
- Mortal Kombat II
- Mortal Kombat 3
- NBA Jam TE
- NHL '95
- NHL '96
- Super Mario Kart
- Super Street Fighter II
- Weaponlord
- The Legend of Zelda: A Link to the Past (mini jeu labyrinthe secret)